# Port lotniczy Kumilla
Port lotniczy Kumilla (IATA: CLA, ICAO: VGCM) – port lotniczy położony w miejscowości Kumilla, w Bangladeszu.